# فويسلاف كسمانوفيتش
فويسلاف كسمانوفيتش (بالبوسنوية: Vojislav Kecmanović)‏ (وُلد 1881 وتُوفي 25 مارس 1961) كان طبيبًا يوغوسلافيًا شارك في حروب البلقان وفي نضال التحرير الوطني. شغل منصب أول رئيس اللجنة التنفيذية لمجلس شعب جمهورية البوسنة والهرسك الاشتراكية وكان يرأس مجلس التحرير الشعبي لمكافحة الفاشية في البوسنة والهرسك.

## النشأة
وُلد كسمانوفيتش في تشيتلوك بالقرب من برييدور عام 1881. تلقى تعليمه الثانوي في سراييفو ورلييفو وكارلوفيتز. درس الطب من سنة 1905 حتى 1911 في براغ وتخرج بعدئذٍ. أثناء عمله طبيبًا في توزلا إبان حروب البلقان، عبر الحدود لمملكة صربيا وتطوع في الحرب.

## سيرته العملية
بعد حروب البلقان، عاد كسمانوفيتش إلى توزلا، ثم عاش في سراييفو. في بانيا لوكا، حُكِم عليه بالسجن لمدة خمس سنوات بتهمة الخيانة العظمى، وقضى عقوبته في بانيا لوكا وفي زينيتسا. في 1918، عمل طبيبًا في بيه لينا. ترأس كسمانوفيتش المجتمعات التعليمية الثقافية وغرف القراءة «فيليب فيشنجيتش» وكان عاملاً مثقفًا متميزًا. في 1943، اِنتُخِب عضوًا في مجلس التحرير الشعبي لمكافحة الفاشية في يوغسلافيا وأصبح رئيسًا لمجلس التحرير الشعبي لمكافحة الفاشية في البوسنة والهرسك، العضو الأكثر سيطرةً لحركة معاداة الفاشية في البوسنة والهرسك وأثناء الحرب العالمية الثانية تطور ليحمل لواء استقلال البوسنة.
من 26 أبريل 1945 إلى نوفمبر 1946، أصبح كسمانوفيتش أول رئيس اللجنة التنفيذية لمجلس شعب جمهورية البوسنة والهرسك الاشتراكية.

## الوفاة
توفي كسمانوفيتش في 25 مارس 1961 بمدينة سراييفو عاصمة جمهورية البوسنة والهرسك الاشتراكية بجمهورية يوغوسلافيا الاشتراكية الاتحادية.